# Шикулей
Шикуле́й (кабард.-черк. Шыкъулей) — село в Терском районе республики Кабардино-Балкария. Входит в состав муниципального образования «Сельское поселение Новая Балкария».

## География
Селение расположено в северо-западной части Терского района, на правом берегу реки Терек. Находится в 1 км к западу от сельского центра Новая Балкария, в 23 км к северу от районного центра Терек и в 64 км к северо-востоку от города Нальчик.
Граничит с землями населённых пунктов: Новая Балкария на востоке, Красноармейское и Опытное на юго-западе.
Населённый пункт расположен на наклонной Кабардинской равнине, в переходной от предгорной в равнинную, зоне республике. Рельеф местности представляет собой в основном равнинные земли с бугристыми возвышенностями вдоль долины реки Терек. Средние высоты на территории села составляют 195 метров над уровнем моря.
Гидрографическая сеть представлена рекой Терек, которая протекает к западу от села.
Климат влажный умеренный с тёплым летом и прохладной зимой. Среднегодовая температура воздуха составляет около +10,5°С, и колеблется от средних +23,0°С в июле, до средних -2,5°С в январе. Среднесуточная температура воздуха колеблется от −5°С до +12°С зимой, и от +16°С до +30°С летом. Среднегодовое количество осадков составляет около 600 мм. Основная часть осадков выпадает в период с апреля по июнь. Основные ветры — восточные и северо-западные.

## История
До середины 1950-х годов на месте современного посёлка существовала МТС, которая впоследствии была закрыта. Обслуживающий его персонал проживал в нескольких барачных домах.
Современный посёлок был основан в начале 1960-х годов.
В 1963 году включён в состав Ново-Балкарского сельского совета, который был образован годом ранее.

## Население
| 2002 | 2010 | 2021 |
| ---- | ---- | ---- |
| 34   | ↘11  | →11  |

Национальный состав
По данным Всероссийской переписи населения 2010 года:
| Народ      | Численность, чел. | Доля от всего населения, % |
| ---------- | ----------------- | -------------------------- |
| кабардинцы | 7                 | 63,6 %                     |
| русские    | 4                 | 36,4 %                     |
| всего      | 11                | 100 %                      |

По данным Всероссийской переписи населения 2021 года:
| Народ      | Численность, чел. | Доля от всего населения, % |
| ---------- | ----------------- | -------------------------- |
| кабардинцы | 6                 | 54,55 %                    |
| русские    | 5                 | 45,45 %                    |
| всего      | 11                | 100,0 %                    |

Мужчины — 3 чел. (27,3 %). Женщины — 8 чел. (72,7 %).
Средний возраст населения — 42,7 лет. Медианный возраст населения — 41,5 лет.
Средний возраст мужчин — 35,7 лет. Медианный возраст мужчин — 35,5 лет.
Средний возраст женщин — 45,7 лет. Медианный возраст женщин — 43,5 лет.